# Ptychosoma vitellinum
Ptychosoma vitellinum is een hooiwagen uit de familie Phalangodidae.